# Adolf von Kielmansegg

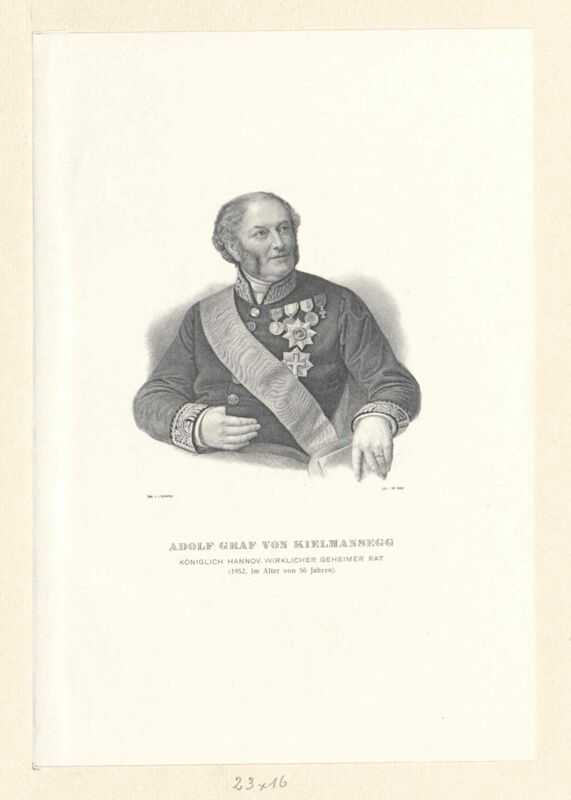
Adolf Graf von Kielmansegg (1852)

Adolf Graf von Kielmansegg, vollständig August Friedrich Adolph Graf von Kielmansegge  (* 28. Juni 1796 in Hannover; † 8. Juni 1866 auf Gut Seestermühe) war ein hannoverscher Offizier und Diplomat. Er war der letzte hannoversche Gesandte in London.

## Leben
Adolf Graf von Kielmansegg(e) entstammte dem holsteinisch/hannoverschen Zweig der Familie Kielmansegg(e), der in besonderer Weise mit dem Welfenhaus verbunden war. Er war der älteste Sohn des kurhannoverschen Generals Friedrich von Kielmansegg und dessen Frau Frederike Sabine, geb. von dem Bussche-Lohe (1776–1829). Der spätere Oberstallmeister Ludwig von Kielmansegg (1765–1850) und der spätere Kriegsminister Ferdinand von Kielmansegg waren seine Onkel, der spätere Ministerpräsident Eduard von Kielmansegg sein Cousin.
In den Befreiungskriegen trat Adolf von Kielmansegg im Alter von 16 Jahren im Frühjahr 1813 als Freiwilliger in das neu aufgestellte Lauenburgsche Infanteriebataillon ein. 1814 wechselte er in das von seinem Vater aufgestellte und befehligte Korps der Kielmannseggeschen Jäger. 1815 war er Ober-Adjutant des hannoverschen Generals Carl von Alten und kämpfte in der Schlacht bei Waterloo.
Nach dem Ende des Krieges blieb er im Dienst der neuen Armee des Königreichs Hannover. Am 18. April 1816 erhielt er das Patent als Capitain im Garde-Grenadier-Regiment. Ab 1827 war er als Deputierter der Calenberg-Grubenhagenschen Ritterschaft Mitglied der Ersten Kammer der Ständeversammlung des Königreichs Hannover. Anfang der 1830er Jahre wurde er, unter Beförderung zum Major, als Legationsrat in den diplomatischen Dienst übernommen und an die hannoversche Gesandtschaft in Paris entsandt. Von 1831 bis 1835 war er hier Geschäftsträger und von 1835 bis 1840 Gesandter. Von Oktober 1840 bis zur Schließung der Gesandtschaft Anfang 1866 vertrat er das Königreich Hannover in London. Am 23. Januar 1858 nahm er für Georg V. den Teil der sogenannten Hannoverschen Juwelen (Hanover Jewels) in Empfang, die diesem nach einer langwierigen, 22 Jahre andauernden Erbauseinandersetzung mit dem britischen Königshaus zugesprochen worden waren.
Kielmansegg war seit dessen Neuordnung 1856 Mitglied des Hannoverschen Staatsrats.

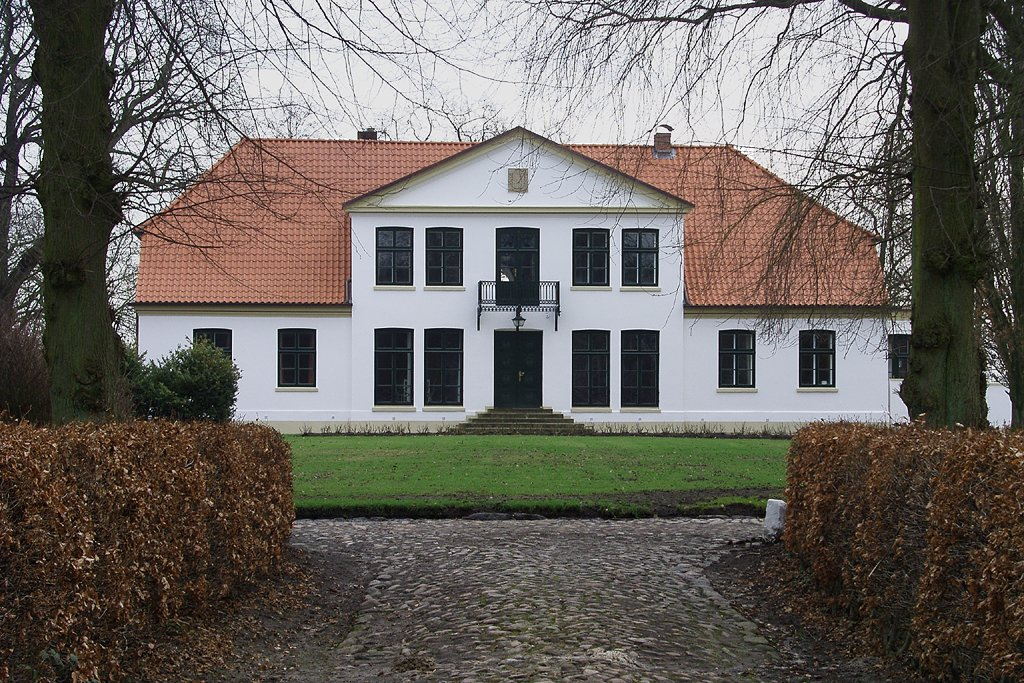
Gutshaus Seestermühe

1851 erbte er von seinem Vater die holsteinischen Marschgüter Seestermühe und Groß-Kollmar. Der sich ankündigende Deutsche Krieg, bei dem Hannover an der Seite Österreichs gegen Preußen stand, stürzte von Kielmansegg in eine tiefe Krise. Auf Gut Seestermühe beging er am 8. Juni 1866, dem Vorabend des Einmarsches preußischer Truppen in Holstein, Suizid. Er wurde an der St.-Johannes-Kirche in Seester beigesetzt.
Adolf von Kielmansegg war seit 1828 verheiratet mit Luise Caroline, geb. Freiin von Geymüller (1809–1837), einer Adoptivtochter von Johann Heinrich von Geymüller der Jüngere.  Das Paar hatte eine Tochter Helene (1836–1871). Nach dem frühen Tod ihrer Mutter wuchs sie bei Kielmanseggschen Verwandten auf und kam erst als junge Erwachsene zu ihrem Vater nach London. 1857 heiratete sie Arthur Hay, 9. Marquess of Tweeddale. Sie hatte am Hof von St James das Hofamt der Lady of the Bedchamber von Alexandra Prinzessin von Wales inne.
Seestermühe erbte sein jüngerer Bruder Karl (1816–1899).

## Auszeichnungen
- Guelphen-Orden,
  - Ritter (1815)
  - Großkreuz (1844)[9]
- Waterloo-Medaille (Hannover)
- Kriegsdenkmünze 1813 (Hannover)
- Dannebrogorden, Großkreuz (4. Januar 1854)[10]
- Orden der Eichenkrone, Großkreuz
- Christusorden (Portugal), Großkreuz
- Deutscher Orden der Niederlande (= Deutscher Orden, Ballei Utrecht)
- Hanseatische Ehrenmedaille (= Kriegsdenkmünze der Hanseatischen Legion)